# 中电文思海辉
文思海辉技术有限公司（英語：Pactera Technology International Ltd.，简称文思海辉）是一家从事IT咨询和外包的公司，总部设于中國北京，并在北美、欧洲和亚太地区设立了地区总部。服务领域涵盖高科技、电信、金融、保险、能源、旅游交通、制造、零售与分销等领域。

## 历史
2012年8月文思信息技术有限公司和海辉软件（国际）集团公司宣布合并，成立文思海辉技术有限公司，总部设在中国，合并后有超过23000名员工。
2013年10月17日，文思海辉被黑石集团以6.25亿美元收购。
2016年10月5日黑石集團以6.75億美元現金将文思海輝出售給海航集團旗下一家科技公司海航生态科技集团。

## 机构
文思海辉总部设在北京，在中国上海、南京、深圳、大连、杭州、广州、天津、东莞、武汉、成都、西安，香港、墨尔本、悉尼、东京、大阪、吉隆坡、圣克拉拉、圣地亚哥、雷德蒙德、旧金山、夏洛特、巴塞罗那和伦敦设有办公室。